# 高仁河
高仁河（1936年12月9日—），出生於臺灣，臺灣導演、演員、導演、製作人。知名電影導演、演員。歷經宣傳、導演、製作、進出口商，也從事國際貿易，代理韓國、越南等地影片發行。曾與林福地導演合拍多部台語片，有《十二星相》、《西門町男兒》、《思鄉枝》等片。其中《最後的裁判》1965年獲得「台語日報」觀眾票選台語十大導演第一名。1998年，以《大地之子》一曲獲金曲獎最佳作詞獎。

## 經歷
高仁河祖籍福建泉州安溪，年幼成長於花蓮，中學就讀宜蘭中學，後轉入埔里中學。十六歲離家外出工作，二十歲投考並錄取進入南洋影業公司，參加《梅亭恩仇記》拍攝，後轉為南陽公司董事長秘書，期間學習製片、拍片、劇務等工作。後與林福地等人共同創立「人愛服務社」，提供包含製片、編劇、會計、報關、印刷劇本、貼海報等各項服務。
1960年3月13日，與任職會計的陳寶雲結婚，1961年9月14日，誕下長子高永興。 1962年，26歲成立「中興影業有限公司」，與林福地聯合編劇推出電影《李世民遊地府》。1962年推出《十二星相》(上、下兩集)。1963年推出《思相枝》，林福地導演、陳忠信攝影、場記蔡揚名。 後拍攝《西門町男兒》。 1964年執導首作《台北十四號水門》，故事敘述曾任滿洲國外務大臣的新竹望族謝介石家族悲慘的故事。在電檢制度嚴格的當時，高仁河花下所有的資金卻無法通過電檢，經過五次補拍才過關，推出上映後極為賣座。同年又拍攝台語片《最後的裁判》，此片改配國語後，曾經與《蚵女》同赴第十一屆亞洲影展參加觀摩項目。更以《最後的裁判》於1965年獲得「台灣日報」觀眾票選台語片十大導演第一名。1968年離開中興公司改營「建興影業公司」，執導國語片並且兼營發行。1975年4月全家移民阿根廷，從事貿易與國片發行，曾引進李小龍作品至該國放映。1978年成立阿根廷投資公司。1980年當選第五屆僑聯理事長。1981年因福克蘭戰爭，阿根廷經濟面臨崩潰，罹患憂鬱症，回台治療。1982年赴美，與家人居住加州。1983年回台參加國慶，獲選為歸國僑胞主席團總團長。1985年創立《南疆新聞》。1985年4月參與坎城影展。1997年1月10日，參加中港台三地導演協會大會。
其代理發行電影亦帶起多首電影歌曲風潮，包括《水長流》、《你在我左右》、《離別》，更於1998年，以《大地之子》一曲獲金曲獎最佳作詞獎。

## 作品

### 導演
- 《台北十四號水門》
- 《最後的裁判》
- 《馬蘭之戀》
- 《請問芳名》
- 《最後命令》(台韓合拍)
- 《尋母三萬里》(主演《文姬》、《張揚》)
- 《黑女煞星》

### 製片
- 《李世民夢遊地府》
- 《十二星相》
- 《十二星相(完結篇)》
- 《思相枝》
- 《西門町男兒》
- 《守財奴》
- 《雨夜悲情》
- 《愛情的苦味》(越南)

### 電影、戲劇貿易
韓國
- 《第三特攻隊》
- 《板門店》
- 《大地支配者》
- 《鬼火怪談》
- 《妖花》
- 《生為女人》
- 《風流金龜車》
- 《淚的小花》
- 《淚的小花第二集》
- 《淚的小花第三集》
- 《離別》(導演《申相玉》)
- 《鬼見愁》
- 《百忍道場》
- 《鐵三角》
- 《秘女》
- 《星星知我心》
- 《星星的故鄉》(後改為《處女秘密》)
- 《沒媽的孩子》
- 《女恐怖分子》(導演《申相玉》)
- 《替身》
- 《正在戀愛中》(韓劇，華視播出)
- 《賭命ALL IN》

香港
- 《春滿丹麥》
- 《應召女郎》(導演《吳宇森》)
- 《猛紅過江》(主演《李小龍》)
- 《直搗黃龍》(主演《王羽》)
- 《師弟出馬》(主演《成龍》)
- 《至尊無上》(主演《劉德華》)
- 《A計畫》(主演《成龍》)

日本
- 《無敵鐵金剛》卡通片集
- 《無敵鐵金剛》動畫電影
- 《大地之子》NHK製作

大陸
- 《一江春水向東流》戲劇

台灣
- 《喜宴》(導演《李安》)
- 《包青天》電視劇
- 《聖石傳說》布袋戲

### 著作
- 南柯一夢──高仁河導演回憶錄（2015）ISBN 9789865716424

## 獎項

### 金曲獎
| 年份   | 頒獎典禮    | 獎項       | 作品       | 結果 |
| ------ | ----------- | ---------- | ---------- | ---- |
| 1998年 | 第9屆金曲獎 | 最佳作詞獎 | [大地之子] | 獲獎 |

### 其他
| 年份   | 頒獎典禮               | 獎項                         | 作品         | 結果 |
| ------ | ---------------------- | ---------------------------- | ------------ | ---- |
| 1965年 | 台灣日報台灣電影金鼎獎 | 觀眾票選台語片十大導演第一名 | [最後的裁判] | 獲獎 |

## 外部連結
- 高仁河在互联网电影资料库（IMDb）上的資料（英文）